# Heliocharis amazona
Heliocharis amazona là loài chuồn chuồn trong họ Dicteriadidae (Heliocharitidae). Loài này được Selys mô tả khoa học đầu tiên năm 1853.